# Stevia cordifolia
Stevia cordifolia là một loài thực vật có hoa trong họ Cúc. Loài này được Benth. miêu tả khoa học đầu tiên năm 1840.